# Brookshire
Brookshire és una població dels Estats Units a l'estat de Texas. Segons el cens del 2000 tenia 3.450 habitants.

## Demografia
Segons el cens del 2000, Brookshire tenia 3.450 habitants, 1.138 habitatges, i 823 famílies. La densitat de població era de 379,5 habitants/km².
Dels 1.138 habitatges en un 40,2% hi vivien nens de menys de 18 anys, en un 44,5% hi vivien parelles casades, en un 21,2% dones solteres, i en un 27,6% no eren unitats familiars. En el 23,6% dels habitatges hi vivien persones soles el 8,7% de les quals corresponia a persones de 65 anys o més que vivien soles. El nombre mitjà de persones vivint en cada habitatge era de 3,03 i el nombre mitjà de persones que vivien en cada família era de 3,56.
Per edats la població es repartia de la següent manera: un 32,4% tenia menys de 18 anys, un 11,7% entre 18 i 24, un 30,6% entre 25 i 44, un 17,3% de 45 a 60 i un 8% 65 anys o més.
L'edat mediana era de 28 anys. Per cada 100 dones de 18 o més anys hi havia 92,7 homes.
La renda mediana per habitatge era de 29.461 $ i la renda mediana per família de 32.017 $. Els homes tenien una renda mediana de 25.032 $ mentre que les dones 18.674 $. La renda per capita de la població era de 12.235 $. Aproximadament el 14,5% de les famílies i el 18,7% de la població estaven per davall del llindar de pobresa.

## Poblacions properes
El següent diagrama mostra les poblacions més properes.